# Чугуївка
Чугуївка — село в Росії, адміністративний центр Чугуївського району Приморського краю.
Населення за переписом 2002 року становить 13 680 осіб. Чугуївка — третє за чисельністю населення село на Далекому Сході Росії.
Розташоване в центральній частині краю на річці Уссурі. Відстань від Владивостока за прямою — 190 км, автошляхами — 320 км.

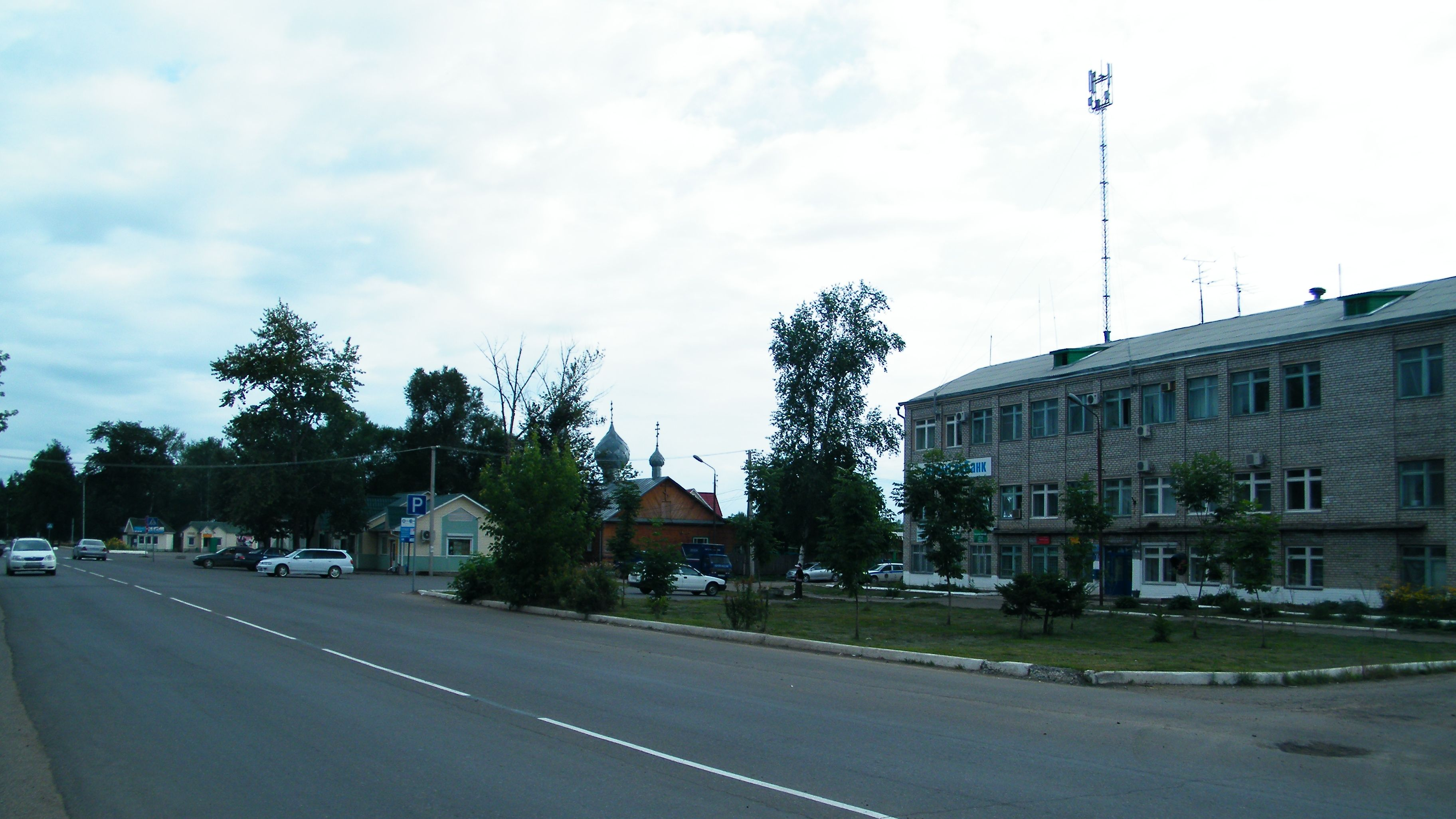
Центр села.

## Історія
Перші поселенці прибули до Чугуївки у 1902 році, переважно це були старообрядці. Заселення Улахінської долини (До 1972 року верхня течія річки Уссурі носила назва Улахе) відноситься до четвертого етапу переселенської політики в Росії. До цього часу в Улахінській долині існувало лише одне російське поселення — це село Кам'янка, утворене у 1898 році теж старовірами, і китайська фанза Сандагоу, зазначена на картах дослідника Примор'я М. І. Венюкова в 1850-х роках.
27 серпня 1903 переселенській ділянці Чугуївській офіційно було присвоєно статус села (до того часу в ньому проживало 46 осіб). У цьому ж році до Чугуївки стали прибувати переселенці з України, з Чернігівської губернії.
Перші поселенці займалися землеробством, відвойовуючи у тайги ділянки ріллі, тайговим промислом: полюванням, рибальством, бджільництвом. В 1911 році в селі була побудована церква і при ній відкрита церковноприходська школа. Першим старостою був обраний Архип Копай.
У січні 1911 була утворена Чугуївська волость Іманського повіту, в селі з'явився перший пристав, а незабаром та перший учитель.
В 1914 році село налічувало 130 дворів, відкрився фельдшерський пункт, де першим лікарем був Воронін. Чугуївка стала великим селом, три рази на рік тут проводилися ярмарки. За підсумками перепису 1939 року населення району становило близько 16 тисяч осіб.

## Економіка
Поблизу села розташований ФГУ комбінат «Піонер» Росрезерву. Мається лісгосп.

## Культура

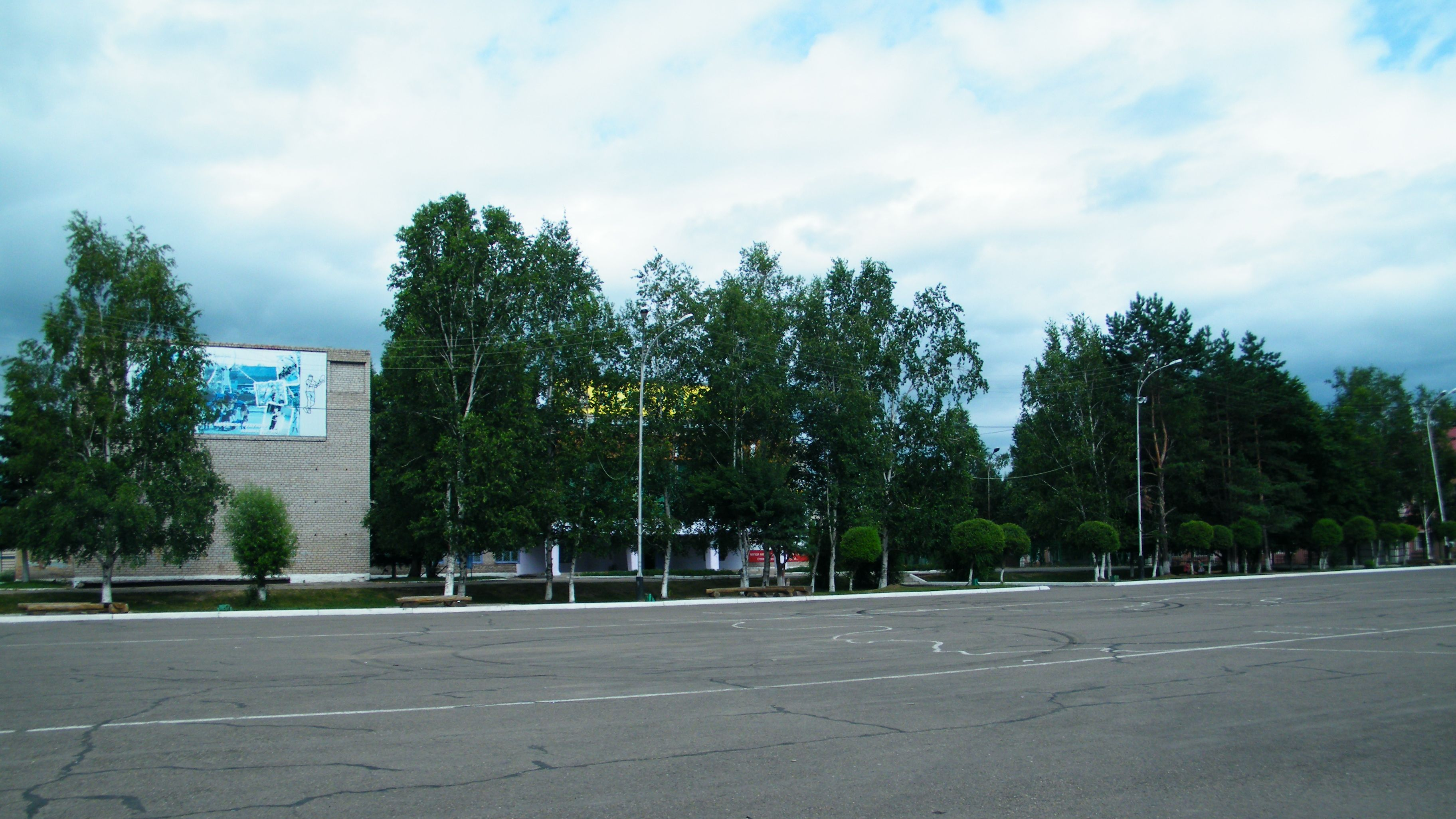
Село Чугуївка, будинок культури.

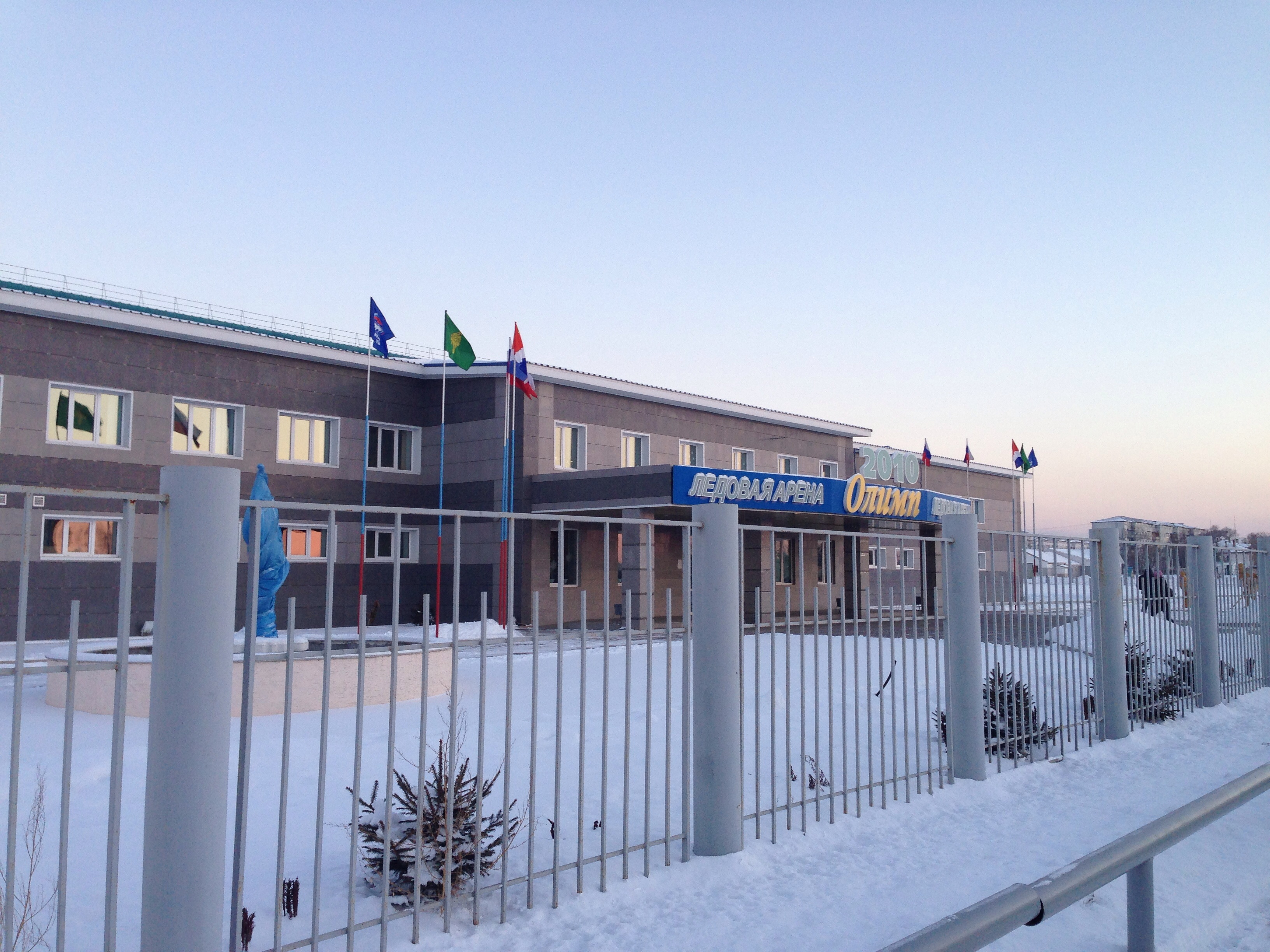
Льодова арена «Олимп 2010»

На початку 2009 року в селі була побудована льодова арена на 1,5 тис. глядачів.
Щорічно проводяться змагання з хокею для дітей, підлітків та дорослих, футзалу, волейболу, настільного тенісу, легкої атлетики.

## Клімат
- Середньорічна температура повітря — 2,5 градуси
- Відносна вологість повітря — 74,8%
- Середня швидкість вітру — 1,3 м/с

| Клімат {{{location}}}   | Клімат {{{location}}} | Клімат {{{location}}} | Клімат {{{location}}} | Клімат {{{location}}} | Клімат {{{location}}} | Клімат {{{location}}} | Клімат {{{location}}} | Клімат {{{location}}} | Клімат {{{location}}} | Клімат {{{location}}} | Клімат {{{location}}} | Клімат {{{location}}} | Клімат {{{location}}} |
| Показник                | Січ.                  | Лют.                  | Бер.                  | Квіт.                 | Трав.                 | Черв.                 | Лип.                  | Серп.                 | Вер.                  | Жовт.                 | Лист.                 | Груд.                 | Рік                   |
| Середній максимум, °C   | −10,3                 | −6,7                  | −0,4                  | 9,6                   | 16,5                  | 21,7                  | 24,5                  | 24,5                  | 19,0                  | 11,1                  | 0,8                   | −7,4                  | 8,7                   |
| Середня температура, °C | −15,6                 | −12,3                 | −4,8                  | 5,0                   | 11,7                  | 16,9                  | 20,1                  | 20,2                  | 14,6                  | 6,6                   | −3,4                  | −12,3                 | 4,0                   |
| Середній мінімум, °C    | −20,1                 | −17,7                 | −10                   | 0,2                   | 6,7                   | 12,0                  | 15,8                  | 16,1                  | 10,3                  | 2,6                   | −6,8                  | −16,5                 | −0,5                  |
| ----------------------- | --------------------- | --------------------- | --------------------- | --------------------- | --------------------- | --------------------- | --------------------- | --------------------- | --------------------- | --------------------- | --------------------- | --------------------- | --------------------- |
| Джерело:                |                       |                       |                       |                       |                       |                       |                       |                       |                       |                       |                       |                       |                       |

## Транспорт та зв'язок

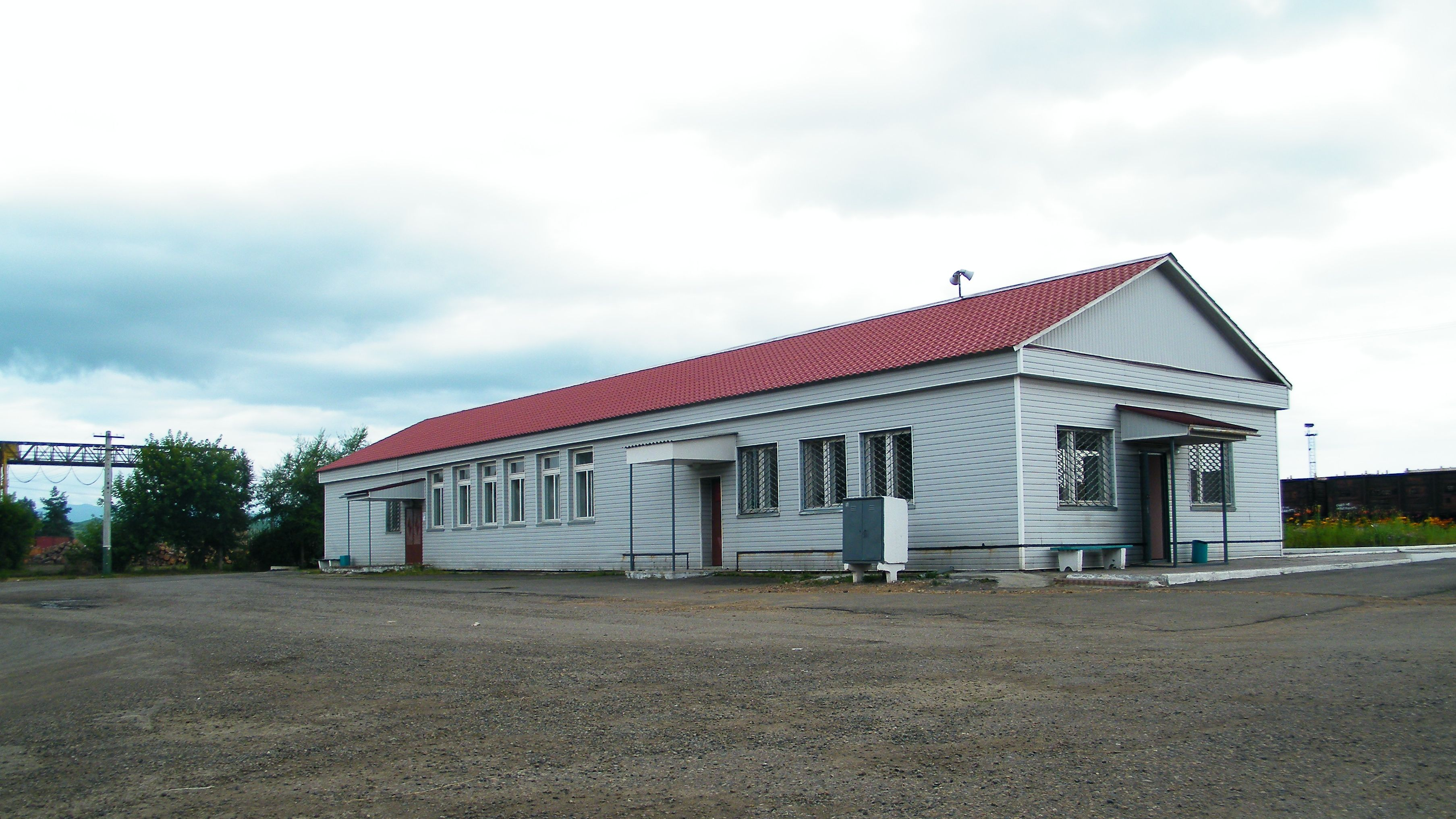
Вокзал станції Новочугуївка Далекосхідної залізниці

Поруч із селом Чугуївка розташована залізнична станція Новочугуївка Далекосхідної залізниці, яка у XXI столітті використовується лише для вантажних перевезень.
Чугуївка пов'язана міжміським автобусним сполученням з Кавалерово, Дальнєгорськом, Спаськ-Дальнім, Уссурійськом, Владивостоком.
У Чугуївці працюють оператори стільникового зв'язку — Мегафон, Білайн, Акос, МТС.

## Інші об'єкти

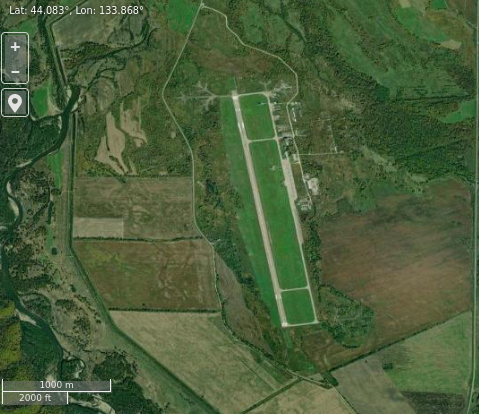
Авіаційна база Чугуївка.

- Авіабаза 530-го винищувального авіаполку 3 командування ВПС і ППО РФ, (мин. 513-й винищувальний авіаполк 11-ї окремої армії ППО СРСР) — селища Чугуївка та Соколівка (аеродром Чугуївка, 44°05′27″ пн. ш. 133°52′05″ сх. д. / 44.090914° пн. ш. 133.868036° сх. д.).
- Південніше райцентру за селом Соколівка розташовано військовий аеродром, на якому базувалися літаки МІГ-31. У 1976 один з літаків МІГ-25 був викрадений з аеродрому Чугуївка до Японії. З 1 грудня 2009 530 ВАП розформований, літаки Міг-31 передані в інші полки країни.
- Колонія загального режиму — установа УЦ-267/ 31 ГУВП Мін'юсту Росії по Приморському краю (сел. Новочугуївка, 44°12′25″ пн. ш. 133°50′28″ сх. д. / 44.207012° пн. ш. 133.841016° сх. д.)

## Відомі люди
- У Чугуївці пройшли дитячі та юнацькі роки письменника Олександра Фадєєва. На вулиці 50 років Жовтня розташована літературно-меморіальний музей О. Фадєєва[3].
- На авіабазі 11-ї окремої армії ППО СРСР у Чугуївці служив пілот-інструктор ст. лейтенант Віктор Беленко, що стартував на своєму МіГ-25 6 вересня 1976 з аеродрому Соколівка та перелетів у Японію.
- У селі жив і працював Герой Радянського Союзу Олексій Лапик, на його честь тут названо вулицю.

## Засоби масової інформації
У Чугуївці виходить одна з найстаріших газет на території Приморського краю «Наш час».
Електронні засоби масової інформації представлені двома сайтами: адміністрації Чугуївського муніципального району та незалежним сайтом «Чугуевка NEWS».